# 理想の彼氏
『理想の彼氏』（The Rebound）は、2009年のアメリカ映画。
第22回東京国際映画祭特別招待作品。

## ストーリー
理想通りの男性とめでたく結婚した筈が、夫の浮気を機に離婚したサンディ。2人の子供とニューヨークに移り住むことになったサンディは、コーヒーショップでアルバイトをする男性・アラムと知り合う。大卒でありながらアルバイト暮らしの上、両親と同居しているアラムは、理想の男性とはほど遠いが、彼に子守を頼むうちに、サンディは彼の優しく穏やかな性格に惹かれて行く。二人は付き合うようになり、幸せな日々を過ごしていたが、サンディが子宮外妊娠をしたことで、二人の置かれている現実に気付かされたサンディは、アラムに一方的に別れを告げる。
5年の月日が経ち、互いに成長した二人は偶然に再会し、改めて互いへの想いを確認するのであった。

## キャスト
| 役名           | 俳優                           | 日本語吹替 |
| -------------- | ------------------------------ | ---------- |
| サンディ       | キャサリン・ゼタ＝ジョーンズ   | 深見梨加   |
| アラム         | ジャスティン・バーサ           | 細谷佳正   |
| ハリー         | アート・ガーファンクル         | 西村知道   |
| ロベルタ       | ジョアンナ・グリーソン         | 野村須磨子 |
| ローラ         | リン・ウィットフィールド       | 高乃麗     |
| セイディ       | ケリィ・グールド               | 仙台エリ   |
| フランク.Jr    | アンドリュー・チェリー         | 亀岡真美   |
| ミッチ         | ロブ・カーコピッチ             | 杉山大     |
| フランク       | サム・ロバース                 | 水内清光   |
| ダフネ         | ケイト・ジェニングス・グラント | 小林優子   |
| ヤエル         | エリオット・ビラー             | 伊藤健太郎 |
| マグナス       | ジョン・エリソン・コンリー     | 谷昌樹     |
| トレヴァー     | ジョン・シュナイダー           | 斉藤次郎   |
| ダナ           | アリス・プレイトン             | 真山亜子   |
| ラビ           | ミッチ・グリーンバーグ         | 小室正幸   |
| アリス         | ステファニー・ショスタク       | 足立友     |
| ジーク         | リハン・ヤダヴ                 | タルタエリ |
| シナモン       | サマンサ・アイヴァース         | 須藤絵里花 |
| マーヴェリック | トーマス・ミドルディッチ       | 井田国男   |

- その他の日本語吹替え：林和良、新田英人
- 日本語版制作スタッフ：プロデューサー：李佳、ディレクター：近藤千鶴、演出：簑浦良平、翻訳：峯間貴子、録音・調整：山下裕康、吹替版コーディネーター：中西真澄、竹村崇史、日本語版制作：ワーナー・ホーム・ビデオ、マイ・ディア・ライフ